# Werner Henneberger
Werner Henneberger (* 4. November 1904 in Lübeck; † 14. Januar 1977 in Berlin) war ein deutscher kaufmännischer Angestellter, Architekt, Sozialdemokrat und Anarchosyndikalist.

## Leben
Werner Henneberger wohnte in den 1920er Jahren in Magdeburg; er absolvierte eine Lehre als kaufmännischer Angestellter und arbeitete später als Architekt. Zu Beginn der 1930er Jahre übersiedelte er nach Berlin, wo er 1933 von der Gestapo verhaftet wurde. Nach seiner Freilassung konnte er während der nationalsozialistischen Diktatur als Werbeleiter arbeiten.

## Wirken
Mitte der 1920er Jahre war Henneberger Mitglied der Anarchistischen Propagandagruppe Sudenburg und der anarchosyndikalistischen Gewerkschaft Freie Arbeiter-Union Deutschlands (FAUD). Auf verschiedenen FAUD-Kongressen, 1927 und 1930, trat er als Delegierter von der Freien Vereinigung aller Berufe Magdeburgs auf. 1931 war er Redakteur der anarchistischen Zeitschrift Besinnung und Aufbruch und für die FAUD in mehreren Funktionen tätig. In der Gilde freiheitlicher Bücherfreunde (GfB) arbeitete er Anfang der 1930er Jahre mit und übernahm 1931 die Reichsgildenleitung der GfB. Auch war er aktiv in der Gemeinschaft proletarischer Freidenker (GpF). Nach dem Zweiten Weltkrieg beteiligte er sich bei der Föderation freiheitlicher Sozialisten und Mitte der 1950er Jahre bei der Arbeitsgemeinschaft freigeistiger Verbände.
Henneberger blieb seiner anarchosyndikalistischen Weltanschauung verbunden, als er Mitglied der Sozialdemokratischen Partei Deutschlands (SPD) wurde und der Deutschen Angestellten-Gewerkschaft (DAG). In Berlin hielt er Kontakte mit einem Freundeskreis um Rudolf Rocker und anderen freiheitlichen Sozialisten.